# Rodolph Austin
Rodolph Austin (Clarendon, 1 juni 1985) is een Jamaicaans professioneel voetballer. Hij speelt sinds 2017 voor het Deense Esbjerg fB. Daarvoor kwam hij twee jaar uit voor Brøndby IF uit Denemarken. Voor zijn vertrek naar Denemarken speelde hij drie seizoenen in Engeland bij Leeds United FC. Hij speelde van 2008 tot 2012 voor het Noorse SK Brann. Zijn debuut bij Brann maakte hij in een 1-3-overwinning tegen FK Bodø-Glimt, waarbij hij de laatste 20 minuten inviel. Voordien speelde hij in eigen land, voor Portmore United FC. Met deze club werd hij tweemaal landskampioen, won hij tweemaal de Red Stripe Champions Cup (2005 en 2007) en één keer de CFU Club Championship (2005).
Austin speelt ook voor het Jamaicaans nationaal voetbalelftal. Hij speelde reeds 38 interlands, daarin kon hij drie maal scoren. Met Jamaica won hij in 2008 en 2010 de Caribbean Cup.